# Synedoida violescens
Synedoida violescens là một loài bướm đêm trong họ Erebidae.